# Emilia Fox
Emilia Rose Elizabeth Fox (ur. 31 lipca 1974 w Londynie) – brytyjska aktorka i prezenterka.
Córka aktora Edwarda Foxa oraz aktorki Joanny David. Uczyła się w Bryanston School i na Uniwersytecie Oksfordzkim.
Emilia Fox była bliska poślubienia aktora komediowego Vica Reevesa. W lipcu 2005 wyszła za aktora Jareda Harrisa, syna irlandzkiego aktora, Richarda Harrisa. Małżeństwo unieważnił sąd w 2010.
W 2009 wraz z Terrym Gilliamem i Gretą Scacchi wzięła udział w akcji Międzynarodowej Unii Ochrony Przyrody - ochrony ryb w wodach europejskich.

## Wybrana filmografia
- Duma i uprzedzenie (1995) jako Georgiana Darcy
- Rebeka (1997) jako pani de Winter
- David Copperfield (1999) jako Clara Copperfield
- Randall i duch Hopkirka (2000) jako Jeannie Hurst
- Pianista (2002) jako Dorota
- Krwawy tyran – Henryk VIII (2003) jako Jane Seymour
- Helena Trojańska (2003) jako Kassandra
- Milczący świadek (od 2004) jako dr Nikki Alexander
- Wszystko zostaje w rodzinie (2005) jako Rosie Jones
- Cashback (2006) jako Sharon Pintey
- Dorian Gray jako Victoria, lady Henry Wotton
- Przygody Merlina (2009–2011) jako Morgause